# Заградишче
Заградишче (словен. Zagradišče) је насељено место у саставу градске општини Љубљана, Средњесловенска регија, Словенија.

## Историја
До територијалне реорганизације у Словенији било је у саставу града Љубљане, односно старе општине Мосте-Поље.

## Становништво
У попису становништва из 2021. године, Заградишче је имало 86 становника.
| Број становника према пописима | Број становника према пописима | Број становника према пописима | Број становника према пописима |
| ------------------------------ | ------------------------------ | ------------------------------ | ------------------------------ |
| 1991                           | 2002                           | 2011                           | 2021                           |
| 60                             | 74                             | 79                             | 86                             |

Напомена: Године 2004. умањено за део насеља који је припојен насељу Бесница. Године 2008. извршена је мања територијална размена између насеља Подлипоглав и Заградишче.

## Галерија
- фарма Табар
- сеоске куће